# Флусио
Флусѝо (на италиански: Flussio; на сардински: Frussìo, Фрусио) е село и община в Южна Италия, провинция Ористано, автономен регион и остров Сардиния. Разположено е на 305 m надморска височина. Населението на общината е 468 души (към 2010 г.).
До 2004 г. общината е част от провинция Нуоро.